# Арі Грейнор
Аріель Гелтман Грейнор (англ. Ariel Geltman Graynor; нар. 27 квітня 1983, Бостон, Массачусетс, США) — американська акторка, знана за ролями у телесеріалах «Я вмираю тут», «Клан Сопрано», «Межа» та «Чудовиська: Історія Лайла й Еріка Менендесів», у театральних постановках «Хлопчик з Брукліну», «Сміх маленької собаки» та у фільмах «Будь моїм хлопцем на 5 хвилин» та «Якщо хочеш провести час, дзвони…». Вона зіграла роль Мередіт Девіс у телевізійному ситкомі CBS «Поганий учитель» 2014 року.

## Ранні роки
Народилася 27 квітня 1983 року в Бостоні, штат Массачусетс, у сім'ї Джоані Гелтман, експерта з питань виховання дітей, і Грега Грейнора, підрядника. Її мати з єврейської родини; її батько походив з поляків і католиків, він прийняв юдаїзм. Дівчинку виховували у єврейській традиції. Прізвище діда по батькові лінії Гризна згодом змінили.
2001 року закінчила приватну школу в Кембриджі, штат Массачусетс, і навчалася в Триніті-коледжі, Гартфорд, штат Коннектикут.
29 червня 2017 року під час пізнього інтерв'ю CBS зі Стівеном Колбертом вона згадала, що ходила на випускний вечір з майбутнім конгресменом Джозефом Кеннеді III.

## Кар'єра
Роль Кейтлін Ракер у серіалі HBO «Клан Сопрано» принесла акторці впізнаваність. Серед її фільмів — «Американський злочин» (2007), прем'єра якого відбулася в січні 2007 року на кінофестивалі «Санденс». Вона також з'явилася на початку другого сезону серіалу UPN «Вероніка Марс» у ролі дочки водія автобуса. На Бродвеї дебютувала в ролі Елісон у постановці «Бруклінський хлопчик» 2005 року після появи на світовій прем'єрі в театрі South Coast Repertory. Вона також з'явилася в постановці «Сміх маленької собаки».
Зіграла попзірку Елвіну в «C.S.I.: Місце злочину Маямі», а також була запрошеною зіркою в серіалі Fox «Межа», граючи молодшу сестру агента Олівії Данем, Рейчел. 2008 року знялася у фільмі «Будь моїм хлопцем на 5 хвилин», а в жовтні 2009 року знялася в комедійному фільмі «Катись!», знятий режисеркою Дрю Беррімор за сценарієм Шони Кросс, основаному на романі Кросс «Дівчина з дербі».
2010 року з'явилася в оф-Бродвейській постановці «Довіра» разом з Саттон Фостер, Заком Браффом і Боббі Каннавале. Восени 2011 року з'явилася на Бродвеї в сегменті «Мотель для медового місяця» за сценарієм Вуді Аллена постановки «Власне кажучи».

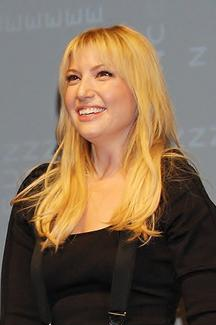
Грейнор у січні 2012 року

2012 року знялася в комедії «Якщо хочеш провести час, дзвони…», а також була виконавчим продюсером фільму. Виконала головну роль на Бродвеї разом із Шаєнн Джексон, Генрі Вінклер й Алісією Сільверстоун у п'єсі Девіда Веста Ріда «Виконавці». 2015 року її затвердили на роль у фільмі «Горе митець».
Вона з'явилася в однойменній постановці п'єси «Єн» Анни Джордан, прем'єра якої відбулась 31 січня 2017 року. 2018 року стало відомо про її участь у фільмі «Гламурний бізнес». У травні 2019 року оголосили про її участь у мінісеріалі «Місис Америка». 2020 року з'явилась в мінісеріалі «Домашнє кіно: Принцеса-наречена».
2022 року відбулась прем'єра детективного серіалу «На поверхні», у якому Грейнор виконала головну роль. 2023 року знялася у короткометражній стрічці «Сувенірна крамниця Анни Франк», а також виконувала повторювальну роль у другому сезоні телесеріалу «Час перемагати: Розквіт династії Лейкерс». 2024 року приєдналася до акторського складу телесеріалу «Чудовиська: Історія Лайла й Еріка Менендесів» у ролі адвокатки Леслі Абрамсон.

## Фільмографія
| Рік       |    | Українська назва                             | Оригінальна назва                            | Роль              |
| --------- | -- | -------------------------------------------- | -------------------------------------------- | ----------------- |
| 2001      | с  | Клан Сопрано                                 | The Sopranos                                 | Кейтлін Рукер     |
| 2003      | с  | Закон і порядок: Спеціальний корпус          | Law & Order: Special Victims Unit            | Міссі Куртц       |
| 2003      | ф  | Таємнича річка                               | Mystic River                                 | Ів                |
| 2004      | ф  | Анатомія пристрасті                          | Book of Love                                 | Наомі             |
| 2004      | ф  | Вигадані герої                               | Imaginary Heroes                             | Дженні            |
| 2004      | ф  | У вир з головою                              | Bereft                                       | Луїза             |
| 2005      | с  | Вероніка Марс                                | Veronica Mars                                | Джессі Дойл       |
| 2005      | ф  | Гра 6                                        | Game 6                                       | Лорель Логан      |
| 2005      | ф  | Величне нове диво                            | The Great New Wonderful                      | Ліза              |
| 2006      | ф  | На ваш суд                                   | For Your Consideration                       | юна РА            |
| 2007      | ф  | Американський злочин                         | An American Crime                            | Пола              |
| 2007      | ф  | Поворот річки                                | Turn the River                               | Шарлота           |
| 2007      | с  | C.S.I.: Місце злочину Маямі                  | CSI: Miami                                   | Ельвіна           |
| 2007      | с  | 4исла                                        | Numbers                                      | Елла Пірс         |
| 2008—2012 | мс | Американський тато!                          | American Dad!                                | додаткові голоси  |
| 2008      | ф  | Блюз                                         | Blues                                        | Тара              |
| 2008      | ф  | Будь моїм хлопцем на 5 хвилин                | Nick and Norah's Infinite Playlist           | Керолайн          |
| 2009      | ф  | Бунтівна юність                              | Youth in Revolt                              | Лейсі             |
| 2009      | ф  | Котися!                                      | Whip It                                      | Ева               |
| 2009—2010 | с  | Межа                                         | Fringe                                       | Рейчел/Келсі      |
| 2010      | мс | Шоу Клівленда                                | The Cleveland Show                           | BigSkeez          |
| 2010      | ф  | Святі ролери                                 | Holy Rollers                                 | Рейчел Апфель     |
| 2010      | ф  | Божевільне побачення                         | Date Night                                   | молода жінка      |
| 2010      | ф  | Вирок                                        | Conviction                                   | Менді Мерш        |
| 2010      | кф |                                              | No Deal                                      | Кассі             |
| 2011      | ф  | Щасливчик                                    | Lucky                                        | Люсі              |
| 2011      | ф  | 10 років потому                              | 10 Years                                     | Сем               |
| 2011      | ф  | Скільки у тебе?                              | What's Your Number?                          | Дейзі             |
| 2011      | ф  | Нянь                                         | The Sitter                                   | Маріса Льюїс      |
| 2011      | мс | Сім'янин                                     | Family Guy                                   | Кіті              |
| 2012      | ф  | Селеста і Джесі назавжди                     | Celeste & Jesse Forever                      | Бет               |
| 2012      | ф  | Якщо хочеш провести час, дзвони…             | For a Good Time, Call…                       | Кеті Стіл         |
| 2012      | ф  | Прокляття моєї матері                        | The Guilt Trip                               | Джойс Марголіс    |
| 2014      | с  | Поганий вчитель                              | Bad Teacher                                  | Мередіт Девіс     |
| 2014      | с  | Гарфанкел і Оутс                             | Garfunkel and Oates                          | Корніш            |
| 2015      | с  | Шоу Кролла                                   | Kroll Show                                   | проктор           |
| 2016      | ф  | Такса                                        | Wiener-Dog                                   | Керол             |
| 2016      | кф |                                              | Join the Club                                | Ніна              |
| 2017      | ф  | Горе митець                                  | The Disaster Artist                          | Джульєтта Даніель |
| 2017—2018 | с  | Помираю від сміху                            | I'm Dying Up Here                            | Кессі Федер       |
| 2018      | ф  | Лідер перегонів                              | The Front Runner                             | Анна Деврой       |
| 2019      | с  | З прицілом                                   | SMILF                                        | Емма              |
| 2020      | с  | Місис Америка                                | Mrs. America                                 | Бренда            |
| 2020      | с  | Домашній фільм: Принцеса-наречена            | Home Movie: The Princess Bride               | Валері            |
| 2020      | ф  | Гламурний бізнес                             | Like a Boss                                  | Анджела           |
| 2022      | с  | На поверхні                                  | Surface                                      | Керолайн          |
| 2023      | с  | Час перемагати: Розквіт династії Лейкерс     | Winning Time: The Rise of the Lakers Dynasty | Гані Каплан       |
| 2023      | кф | Сувенірна крамниця Анни Франк                | The Anne Frank Gift Shop                     | Емі               |
| 2024      | с  | Чудовиська: Історія Лайла й Еріка Менендесів | Monsters: The Lyle and Erik Menendez Story   | Леслі Абрамсон    |